# ヘルムート・ラッヘンマン
ヘルムート・フリードリヒ・ラッヘンマン（Helmut Friedrich Lachenmann, 1935年11月27日 - ）は、ドイツの現代音楽の作曲家。

## 略歴
父親がプロテスタントの牧師、母親が教会音楽家で、兄も牧師という家庭に育つ。地元のシュトゥットガルト音楽演劇大学でピアノと理論を学んだ。最初のラッヘンマンの師が教会音楽家のヨハン・ネポムク・ダーフィトであるのは、自然な成り行きであった。
その後奨学金を取り、イタリアのヴェネツィアでルイジ・ノーノに2年間プライベートで師事。ノーノの著作集には「これはラッヘンマン著」と記されているように、ノーノのゴーストライターを務めたこともあるほど、ノーノの片腕として機能した。（この経緯は、ダルムシュタット音楽研究所監修「現代音楽の歴史と現在(1959)」・「歌詞-音楽-歌唱(1960)」のあとがきを参照のこと。ラッヘンマン起草と書かれている）。この経験が「沈黙」、「ノイズ」への偏愛を決定付けた。
その後シュトックハウゼンのケルナー・クルスと呼ばれる作曲講習会に2回ほど、これも奨学金で参加して、前者に匹敵するほどの理論的な影響を受け、ブーレーズにも共鳴した。前衛の停滞以後、ブライアン・ファーニホウと共にダルムシュタット夏季現代音楽講習会の、いわゆるポスト・セリエルを代表する長らくの常連であった。講習会に参加していたピアニスト菅原幸子と再婚し、前妻と合わせ二男三女をもうけた。
ダルムシュタットの講師から離れた後も、ダルムシュタットでは依然としてラッヘンマンの影響は強烈で、ほとんどの作曲家が彼の奏法を参照するなど、絶大な支持がある。現在も数年に一作の割合で新作を発表している。

## 作風
シュトックハウゼンの「ケルンの大学音楽講座」で最も模範的な解答を書きシュトックハウゼンに評価されたのが実質的なデビューである。ガウデアムス賞入選やベートーヴェン賞などの受賞もあるが、彼が真に個性を生み出したのは打楽器とオーケストラのための「エアー」である。
「伝統の異化」作用という大きな戦略によりシュトックハウゼン以後のドイツを代表する中核的な作曲家とみなされるようになった。マティアス・シュパーリンガー、ゲラルト・エッケルト、ヨハネス・カリツケ、ベアート・フラー、ゲルハルト・ヴィンクラーやその他の弟子達の作品に影響がストレートに現れている。
1970年代末期以降は、用いる特殊奏法は徐々に模倣や学習がしやすいタイプへ傾斜したが、リズムポリフォニーや音域置換などをフル活用して、密度を高める方針を採ったため決して聞き飽きることはない。「塵」にいたってはベートーヴェンの第9の異化を伴うためドイツ国内のタブーに触れてしまい、南西ドイツ放送交響楽団から演奏拒否されたことがある。
1980年代に各種国際マスタークラスを転々と行い、クラウス・フーバーと並び名教授と呼ばれたころにはすでに評価が完全に確立し、ブーイングを受けることはなくなった。日本人と再婚したころから東洋文化への傾倒が顕著となり、日本の「間」に影響を受けた時間構成が近年の特徴になっている。
2003年12月4日にはサントリーホール国際作曲委嘱シリーズNo.27として『書』が、東京のサントリーホールで初演された。
2015年にドイツ音楽作家賞生涯功労賞を受賞した。
作品は、上演後徹底的に改訂されるため、旧作でも新版が出版されている。

## 教育
近年、名誉博士号が授与されたハノーファーと母校のシュトゥットガルトの音楽大学・大学院の作曲科の教授として教え、久保摩耶子、莱孝之、小林明美、シム・クンス、マーク・アンドレなどの生徒がいて現在莱以外は皆ヨーロッパ在住である。ミュンヘンからはヨーロッパのクラシック音楽界の最高峰と称されているエルンスト・フォン・ジーメンス音楽賞も獲得した。
「聴くことは無防備だ、聴くこと抜きでは！」という指導で名高い。そのため、彼の弟子は根本的に音楽のルールを疑うタイプの人間が多い。
2009年度武満徹作曲賞審査員に選ばれたときに、私は思いきって自らの性向（nature）に従うことにして、まず4曲を選びました、と述べた。

## 代表作
- オペラ「マッチ売りの少女」[9]
  - 1997年に初演された。台本には、本作のほかにレオナルド・ダ・ヴィンチと、ドイツ赤軍の創設者の一人グドルン・エンスリンのテキストが用いられている。全編が彼の作曲語法であるさまざまな楽器の特殊奏法を駆使した噪音で埋め尽くされている。寒さで凍える手を擦る表現として会場内に配置された合唱団が紙やすりを擦ったり、後半マッチを擦る場面では摩擦音を思わせる音響が様々な楽器音によって奏でられたあと、それまで吹雪などの場面的な音響（作曲者曰く「生楽器によるミュジーク・コンクレート」）を表現していたものが、「ごちそうを見る」などの幻影的な表現としての音響に切り替わる。また唯一舞台に上る登場人物である主人公の少女は舌打ちで『きよしこの夜』のアリアを演奏するといった奇抜な音響が駆使される。最後に少女が昇天していく場面では、日本の雅楽の楽器である笙が用いられる。初演を含む多くの公演では宮田まゆみが演奏を担当した。世界初演は賛成派と反対派に分かれ、ブーイングもあったものの前衛的な演出にはつきものでスキャンダルと目されるほどではなかった。日本では東京交響楽団が2000年に演奏会形式で改定稿を初演した。その際主催側の一部の宣伝がいかにも童話的なわかりやすいオペラを意図したものかのように報じていたため、ラッヘンマンの作風を知らなかった観客は衝撃を受けたというが、終演後は攻撃的なブーイングなどはなく穏健な拍手に包まれた。フランスでは2001年9月15日にパリ・オペラ座で初演されたが、会場の観客のほとんどが終演直後にブーイングを飛ばし、一部の観客が対抗的に拍手をするもわずか数人がパラパラと手を叩くに過ぎないという、ワーグナーの『タンホイザー』フランス初演やストラヴィンスキーの『春の祭典』の初演をも思わせるスキャンダルとなった。これら最初の初演以降のいくつかの上演での演出では、少女役が白塗りスキンヘッドの「暗黒舞踏」風の振付けで表現された。その後ドイツのシュトゥットガルト初演は数人が客席から去ったものの、三シーズンにわたる十数回のチケットは全て売り切れた。ラッヘンマンの作歴全体から見れば、このオペラは今までの彼の作風に無い新しい表現を目指した最前衛の作品というわけではなく、それまでの彼の過去の作曲技法の集大成という事ができる。全一幕で演奏時間は2時間、四管編成の管弦楽で、エレキギターなどの特殊な編入楽器も含む。日本で現在2種類（KAIROSレーベルのドイツ世界初演の録音および、ECMレーベルの日本初演の録音）のCDが発売されているほか、海外ではシュトゥットガルト初演のCD、SWRのバーデン・バーデンのCDもある。ECMから発売された「東京稿」は、オペラの中核とみなされていた「...二つの感情...」の器楽部分が完全に書き換えられており、より静寂を強調した構造になっている。このヴァージョンでは楽譜は発売されていない。
- クラリネットとオーケストラとテープのための「アッカント」[10]
  - モーツァルトのクラリネット協奏曲のテープが用いられるが、単に流されるのではなく、音量を調節する指示が書かれているため、聴衆は不意に現れるモーツァルトの断片を認識した瞬間にノイズと沈黙の海に叩き落される。このような引用は彼が先駆ではないが、ポスト前衛の思考を強調するものとして大きく論じられる。曲後半はパルスがふんだんに用いられるが、これも「ポスト前衛」であることの証明になっている。
- チューバとオーケストラのための「ハルモニカ」
- オーケストラのための「シュタウプ」
- オーケストラのための「タブロー」
- 電気増幅ピアノとオーケストラのための「アウスクラング」
- 「弦楽四重奏曲第2番（精霊の踊り）」
- 弦楽四重奏とオーケストラの為の「ドイツ国歌を伴う舞踏組曲」
- ピアノのための「グエロ（ドイツ語版）」
- フルートとトロンボーンとオーケストラのための「ヌン」
- ピアノとクラリネットとチェロのための「アレグロ・ソステヌート」
  - 引用したのは楽曲でなく、古今東西の古典の作曲家が用いた「題名」であることがこの曲の支柱になっている。巨大な一楽章形式をとるが、三人は伝統的な奏法を大きく逸脱するものの、結局は「クライマックス」へ向かう形式のジレンマを見事に描き出した。
- アンサンブルのための「コンチェルティーニ」[11]
  - ラッヘンマン後期に特徴的な「空洞」と評する事のできる沈黙や全体的な密度の低下が印象的な楽曲である。ドイツ古典音楽のコアである充実した密度への挑戦は「ハルモニカ」では見られるものの、ここではスカスカの音像を提示している。
- ピアノのための「Ein Kinderspiel」 (子供遊び）1980年作

## 関連文献
- ラッヘンマン著作選, Musik, als Existentielle Erfahrung (ショット社, 1996)
- Jörn Peter Hiekel und Siegfried Mauser (Hrsg.): Nachgedachte Musik. Studien zum Werk von Helmut Lachenmann. Pfau-Verlag, Saarbrücken 2005, ISBN 3-89727-298-9.
- Frank Hilberg: Die erste Oper des 21. Jahrhunderts? Helmut Lachenmanns "Das Mädchen mit den Schwefelhölzern", in: Neue Zeitschrift für Musik, 1997, Heft 4, S. 14-23.
- Heinz-Klaus Metzger und Rainer Riehn (Hrsg.): Helmut Lachenmann. = Musik-Konzepte, Bd. 61/62. edition text & kritik, München 1988, ISBN 3-88377-294-1.
- Rainer Nonnenmann: Angebot durch Verweigerung: Die Ästhetik instrumentalkonkreten Klangkomponierens in Helmut Lachenmanns frühen Orchesterwerken. = Kölner Schriften zur Neuen Musik, Bd. 8, Schott, Mainz 2000, ISBN 3-7957-1897-X.
- Frank Sielecki: Das Politische in den Kompositionen von Helmut Lachenmann und Nicolaus A. Huber. Pfau-Verlag, Saarbrücken 2000, ISBN 3-89727-033-1.
- Yuval Shaked: Helmut Lachenmanns 'Salut für Caudwell' – Eine Analyse, nova giulianiad 6/1985, S. 97 ff.
- Tobias Werner: Möglichkeiten und Schwierigkeiten des Hörens von Helmut Lachenmanns Komposition „Das Mädchen mit den Schwefelhölzern“, Magisterarbeit, Hochschule für Musik Weimar, 2005.